# Jovana de la Cruz
Jovana de la Cruz (Huancavelica, 2 de julio de 1992) es una corredora peruana de larga distancia que se especializa en maratón. Compitió en el maratón femenino en los Juegos Olímpicos de Verano 2016 en Río de Janeiro, quedando en el puesto 36º.
En 2011 clasificó para los Juegos Panamericanos de Guadalajara.
En 2016 compitió en el Mundial de Media Maratón en Cardiff, Reino Unido, obteniendo una marca de 1:13:19; dos años después lo hizo en la Media Maratón Chevron en Houston, Estados Unidos.
En 2017 quedó en tercer lugar en la Entel 10k.
En 2021 la corredora compitió en los juegos panamericanos Tokio 2020, culminando con el puesto 40 (2:36: 38)